# Frédéric de Pasquale
Frédéric De Pasquale (Parigi, 28 marzo 1931 – Rouen, 17 dicembre 2001) è stato un attore francese di origini italiane.

## Biografia
Allievo dell'Institut des hautes études cinématographiques, de Pasquale cominciò a lavorare nel cinema negli anni sessanta come scenografo per alcuni film come La ragazza dagli occhi d'oro, Una ragazza a rimorchio e Au coeur de la vie.
Successivamente divenne attore; nel 1963 fu protagonista del film La belle vie di Robert Enrico, seguito da varie altre pellicole fra cui Il tempo di vivere insieme a Marina Vlady. Negli anni settanta interpretò dei ruoli secondari in numerosi film di rilievo, ad esempio in Una donna e una canaglia e Il braccio violento della legge. Nel 1989 ottenne il ruolo di Jean-Luc Mourrait nella soap opera tedesca Lindenstraße, venendo poi sostituito dall'attore Gérard Hérold. In Italia lo si ricorda per la sua partecipazione al film Il soldato di ventura, nel quale interpreta il cavaliere francese Bayonne.
Morì a Rouen nel 2001, all'età di settant'anni.

## Filmografia

### Cinema
- La ragazza dagli occhi d'oro (La Fille aux yeux d'or), regia di Jean-Gabriel Albicocco (1961)
- La belle vie, regia di Robert Enrico (1963)
- La famille Hernandez, regia di Geneviève Baïlac (1965)
- Un gettone per il patibolo (Safari diamants), regia di Michel Drach (1966)
- La signora non si deve uccidere (Fleur d'oseille), regia di Georges Lautner (1967)
- Anatomia di un adulterio (Le Viol), regia di Jacques Doniol-Valcroze (1967)
- Ne jouez pas avec les Martiens, regia di Henri Lanoë (1967)
- La fredda alba del commissario Joss (Le Pacha), regia di Georges Lautner (1968)
- Se sarai estremamente gentile con me... (Tu seras terriblement gentille), regia di Dirk Sanders (1968)
- Addio Jeff! (Jeff), regia di Jean Herman (1969)
- Il tempo di vivere (Le Temps de vivre), regia di Bernard Paul (1969)
- Delphine, regia di Eric Le Hung (1969)
- Dossier 212: destinazione morte (La Peau de Torpédo), regia di Jean Delannoy (1970)
- L'uomo di Marsiglia (L'Explosion), regia di Marc Simenon (1971)
- Ciel bleu, regia di Serge Leroy (1971)
- Il braccio violento della legge (The French Connection), regia di William Friedkin (1971)
- Quel caldo amore (Quelques arpents de neige), regia di Denis Héroux (1972)
- Quem é Beta?, regia di Nelson Pereira dos Santos (1972)
- Un battito d'ali dopo la strage (Le Fils), regia di Pierre Granier-Deferre (1973)
- Una donna e una canaglia (La Bonne année), regia di Claude Lelouch (1973)
- Revolver, regia di Sergio Sollima (1973)
- Los pájaros de Baden-Baden, regia di Mario Camus (1975)
- Il soldato di ventura, regia di Pasquale Festa Campanile (1976)
- Perversità (La Petición), regia di Pilar Miró (1978)
- Certaines nouvelles, regia di Jacques Davila (1979)
- Il tempo delle mele (La Boum), regia di Claude Pinoteau (1980)
- Signé Furax, regia di Marc Simenon (1981)
- Feroz, regia di Manuel Gutiérrez Aragón (1984)
- Le loup de la côte Ouest, regia di Hugo Santiago (2002)

### Televisione
- Les survivants - serie TV (1965)
- La Chasse au météore - film TV (1966)
- Sylvie des 3 ormes - serie TV (1968)
- Un seul jour de la vie - film TV (1970)
- Les coups - film TV (1971)
- Là-haut, les quatre saisons - miniserie TV (1973)
- Messieurs les jurés - serie TV (1974)
- Les grands détectives - serie TV (1974)
- La reine de Saba - film TV (1974)
- Curro Jiménez - serie TV (1978)
- Les héritiers - serie TV (1978)
- Thomas Guérin... retraité - film TV (1978)
- Cinéma 16 - serie TV (1978)
- Kick, Raoul, la moto, les jeunes et les autres - serie TV (1980)
- La traversée de l'Islande - film TV (1983)
- Paris-Madagascar - film TV (1983)
- Le rébus – film TV (1985)
- Rancune tenace - serie TV (1985)
- Espionne et tais-toi - serie TV (1988)
- Lindenstraße - soap opera (1989)
- V comme vengeance - serie TV (1989)
- Le refuge - serie TV (1998)
- Premier de cordée – film TV (1999)
- Suite en ré - film TV (2000)
- Les sarments de la révolte - film TV (2002)

## Doppiatori italiani
- Nando Gazzolo in Revolver
- Jacques Stany in Il soldato di ventura